# Anopheles dravidicus
Anopheles dravidicus är en tvåvingeart som beskrevs av Samuel Rickard Christophers 1924. Anopheles dravidicus ingår i släktet Anopheles och familjen stickmyggor. Inga underarter finns listade i Catalogue of Life.